# Chila (kommun)
Chila är en kommun i Mexiko.   Den ligger i delstaten Puebla, i den sydöstra delen av landet, 210 km sydost om huvudstaden Mexico City. Antalet invånare är 4 699. Arean är 128 kvadratkilometer.
Terrängen i Chila är kuperad.
Följande samhällen finns i Chila:
- Las Sidras
- La Trinidad